# Veľký Klíž
Veľký Klíž je obec na Slovensku v okrese Partizánske v Trenčínském kraji na severozápadním okraji pohoří Tribeč. Žije zde 877 obyvatel.
První písemná zmínka o obci je z roku 1244. V obci je římskokatolický kostel Všech svatých z roku 1803. V části Klížske Hradište se nachází románský kostelík svatého Michala archanděla z roku 1130.
Na nedalekém Michalovém vrchu jsou v areále pravěkého hradiště ruiny hradu z 11. století. Na blízké Vrch Hore se zachovala barokní kaple svatého Jana Nepomuckého z poloviny 18. století a o století starší ruiny renesančního kostela.